# 可逆加成断裂链转移
可逆加成断裂链转移（英語：Reversible Addition-Fragmentation Chain Transfer，简称：RAFT）是活性/可控自由基聚合（CRP）的一种。另外还有iniferter，NMP，ATRP，IPT，SETRP等。在RAFT反应中，通常加入双硫酯衍生物SC(Z)S—R作为链转移剂。在聚合中其与增长链自由基Pn·形成休眠种(SC(Z)S—Pn)中间体，限制了增长链自由基之间的不可逆双基终止副反应，使聚合反应得以有效控制。这种休眠中间体可自身从硫原子处裂解再释放出新的活性自由基R·,自由基与单体结合形成增长链，加成或断裂的速率要比链增长的速率快得多，双硫酯衍生物在活性自由基与休眠自由基之间迅速转移，使分子量分布变窄，从而使聚合体现可控/“活性”特征。

## 簡介
1998年，Rizzardo在第37届国际高分子大会上作了“Tailored polymers by free radical processes”的报告，首次提出了可逆加成-断裂链转移自由基聚合（RAFT）的概念。
在传统的自由基聚合体系中，自由基浓度较高，容易发生自由基的终止反应，导致反应不可控。如果在聚合体系中加入链转移常数高的特种链转移剂，使得增长自由基和该链转移剂之间进行退化转移，从而降低自由基的浓度，就有可能实现活性自由基聚合。